# Saurita
Saurita é um gênero de traça pertencente à família Arctiidae.